# Trappist-1h
TRAPPIST-1h är en exoplanet som är belägen 39 ljusår från Jorden i Vattumannen. Planeten, en av sju Trappist-1-planeter, kretsar runt den röda dvärgen Trappist-1 på 19 dygn. Mest troligt ligger den ej i den beboeliga zonen av sin stjärna. Den skulle ändå kunna ha flytande vatten på ytan, även om den inte befinner sig i beboeliga zonen, om den har en H2-rik atmosfär som stoppar värme från att försvinna från planeten. Om inte, så kan möjligen flytande vatten finnas under ett lager av is. Möjligen är planeten en isplanet, liknande Jupiters månar Europa och Ganymede.